# Mühlingen
Mühlingen is een gemeente en dorp in de Duitse deelstaat Baden-Württemberg en maakt deel uit van het Landkreis Konstanz.
De gemeente Mühlingen telt 2.586 inwoners, welke grotendeels van rooms-katholieke gezindte zijn. De dorpen Gallmannsweil, Mainwagen, Mühlingen, Schwackenreute en Zoznegg vallen onder de gemeente Mühlingen. De gemeente is gericht op de landbouw en bevindt zich in een glooiend landschap. Door de gemeente loopt de rivier de Stockacher Aach, die in het Bodenmeer uitmondt.

## Het dorp Mühlingen
Het dorp Mühlingen, dat midden in de gemeente ligt, is het grootste dorp van de gemeente met bijna 900 inwoners. Het wordt voor het eerst in 1275 genoemd en tegenwoordig is in het dorp het gemeentehuis gevestigd.

## Schwackenreute
Bij het dorpje bevinden zich langs niet meer actieve spoorlijnen zand- en grindafgravingen, waardoor kleine meertjes zijn ontstaan met een gezamenlijke lengte van ongeveer vijf kilometer, de Schwackenreuter meren genaamd. De afgraving is nog steeds in gebruik en de een aantal meren worden voor recreatie gebruikt.

## Zoznegg
Het dorp Zoznegg wordt voor het eerst in 1329 genoemd. Het is tegenwoordig een agrarisch dorp met ongeveer 800 inwoners. Het dorp heeft een kleuterschool, een 'hauptschule', een Katholieke kerk uit 1933 en een winkel voor levensmiddelen.
Zo'n anderhalve kilometer ten zuidwesten van het dorp bevindt zich een zand- en grindafgraving, die nog actief is. Een paar kilometer westelijk van het dorp bevindt zich het gehucht Berenberg. Naast de niet meer actieve spoorlijn in Berenberg staat het vervallen gebouw van een steenfabriek, die in de eerste helft van de twintigste eeuw actief was.
Aach · Allensbach · Bodman-Ludwigshafen · Büsingen · Eigeltingen · Engen · Gaienhofen · Gailingen am Hochrhein · Gottmadingen · Hilzingen · Hohenfels · Konstanz · Moos · Mühlhausen-Ehingen · Mühlingen · Öhningen · Orsingen-Nenzingen · Radolfzell am Bodensee · Reichenau · Rielasingen-Worblingen · Singen · Steißlingen · Stockach · Tengen · Volkertshausen